# OpenCity
OpenCity là một game xây dựng thành phố 3D mã nguồn mở. Trong game, người chơi xây dựng một thành phố bằng cách đánh dấu đất đai thành các khu vực như khu thương mại, công nghiệp, dân cư. Những khu vực phụ thuộc vào nhau để phát triển. Người chơi còn được yêu cầu phải cung cấp nguồn năng lượng cho thành phố hoạt động và kết nối các khu vực khác nhau bằng cách xây dựng đường giao thông.